# Allwinner A2X

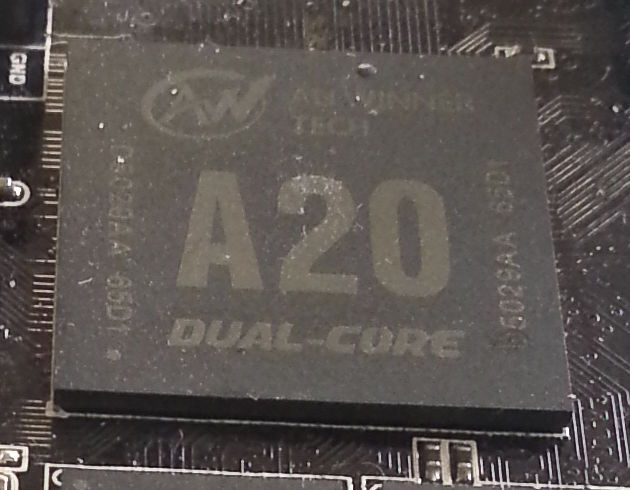
SoC AllWinner A20 en un Cubieboard2

El AllWinner A20 es un SoC de arquitectura ARM producido por la empresa China AllWinner Technology en Zhuhai, provincia de Guangdong, equipado con dos núcleos ARM Cortex-A7 MPCore y dos núcleos gráficos ARM Mali-400 MP.
Es, junto con el más potente AllWinner A31, equipado con cuatro núcleos Cortex-A7 MPCore, la segunda generación del SoC basado en el procesador Cortex de ARM. La primera generación fue el AllWinner A1X, equipado con un único Cortex-A8
En , AllWinner anunció el AllWinner A23, disponible para octubre del mismo año. Se trata de una modificación del A20 con una frecuencia máxima más alta (1,5 GHz), y probablemente una reducción de prestaciones, destinada al mercado de la telefonía móvil.

## Especificaciones técnicas
Al igual que la primera generación, este procesador está equipado con un procesador de vídeo CedarX creado por AllWinner, que permite la decodificación de vídeo de 2160p, también llamado 4K. Este procesador de vídeo es compatible con el controlador gratuito Cedrus.
Maneja memorias DDR2, DDR3 y DDR3L
Dispone de un procesador de pantalla, capaz de manejar 4 capas, hasta 8192 × 8192 píxeles, con capacidad de zoom, mezcla alfa/clave de color/cursor de arware/sprite.

## Soporte de software
Existe una versión modificada del Kernel de Linux para este SoC, el soporte en las fuentes principales de Linux debería llegar con Linux 3.12.
Este SoC es compatible con el sistema operativo Google de Android en su versión 4.2 y superior y con algunas versiones de Ubuntu.

## Integración
Los nanoordenadores en forma de placas base con licencia de hardware de código abierto, Cubieboard2 y Cubietruck, del proyecto Cubieboard, así como la placa, también de código abierto, A20-OLinuXino micro, están equipados con este SoC.
El Banana Pi M1, el Banana Pi M1+, el Banana Pi R1, el Banana Pro, el Orange Pi también lo utilizan.
El C64 mini de la empresa Retro Games, es un emulador que reproduce la forma del Commodore 64 en un modelo a escala y utiliza el Allwinner A20 como microprocesador·.
El PC on a stick Reko QT800 también está equipado con este SoC.
Entre las tabletas podemos mencionar:
- 7" : Ampe A78, Gooweel A20X, GD IPPO M7, Sanei N78, A70X
- 8": Q88 pro, GM80X
- 9": GT90X
- 9,7": Lymoc LY9020
- 10,1": Flytouch 10, MID-103, SF-K1001

Varios dispositivos cuya función principal es la difusión de vídeo (SetTopBox) utilizan el AllWinner A20, como Mele (M5, A100 y A100G), Mini MK805II, MK808C, EU3000(HD2), GV-11D, Kimdecent T3D,